# Enslaved
Enslaved je norská progresivně blackmetalová kapela.

## Historie
Skupina byla založena v červnu roku 1991 Ivarem Bjørnsonem a Grutle Kjellsonem v norském Haugesundu. V té době bylo Ivarovi 13 let, Grutlemu 17. V první éře hrají Enslaved black metal, který mísí s viking metalem. Postupem času kapela se vzdaluje od svých počátků a vydáním alba Monumension Enslaved ukazují novou cestu. Jejich hudba se stává více progresivní. V tomto trendu kapela pokračuje dodnes.

## Diskografie

### Studiová alba
- Vikingligr Veldi (1994)
- Frost (1994)
- Eld (1997)
- Blodhemn (1998)
- Mardraum – Beyond the Within (2000)
- Monumension (2001)
- Below the Lights (2003)
- Isa (2004)
- Ruun (2006)
- Vertebrae (2008)
- Axioma Ethica Odini (2010)
- RIITIIR (2012)
- In Times (2015)
- E (2017)
- Utgard (2020)
- Heimdal (2023)

### Demo nahrávky a EP
- Nema (demo, 1991)
- Yggdrasill (demo, 1992)
- Hordanes Land (EP, 1993)
- The Sleeping Gods (EP, 2011)
- Thorn (EP, 2011)

### Splity
- Hordanes Land (split s Emperor, 1993)
- Yggdrasill (split se Satyricon, 1995)

### DVD
- Live Retaliation (2003)
- Return to Yggdrasill (2005)